# 흰이마거미원숭이
흰이마거미원숭이(Ateles belzebuth) 또는 긴털거미원숭이(또는 장발거미원숭이)는 콜롬비아와 에콰도르, 베네수엘라, 페루, 볼리비아 그리고 브라질로부터의 신세계원숭이의 일종인 거미원숭이이다. 이들은 20에서 40여 마리씩 집단을 이루거나, 활동할 때는 1~9 마리씩 작은 부분으로 나뉘어 산다.